# Sideroxylon dulcificum
Sideroxylon dulcificum, nome científico da fruta-milagrosa, é uma planta que foi documentada em 1725 pelo explorador Reynaud des Marchais durante uma expedição ao oeste de África. Marchais notou que as tribos locais usavam as frutas de uma planta e que as mastigavam antes das refeições.
A planta produz duas colheitas por ano, está sempre verde e produz, após a temporada de chuvas, um fruto avermelhado, que tem o tamanho aproximado de uma uva e seu sabor é levemente azedo. Além disso, ela produz também flores brancas durante quase todo o ano.
Mesmo que a fruta em si não seja doce, a mesma contém uma molécula activa de glicoproteína, com algumas cadeias de carboidratos, chamada Miraculina. Esta molécula engana a percepção do gosto azedo e amargo da língua, fazendo com que a comida azeda e amarga (como o limão), consumida após a ingestão da fruta tenha um gosto muito doce. O efeito dura entre trinta minutos a duas horas. Mas a fruta não é um adoçante, o seu efeito depende daquilo que você ingere depois.

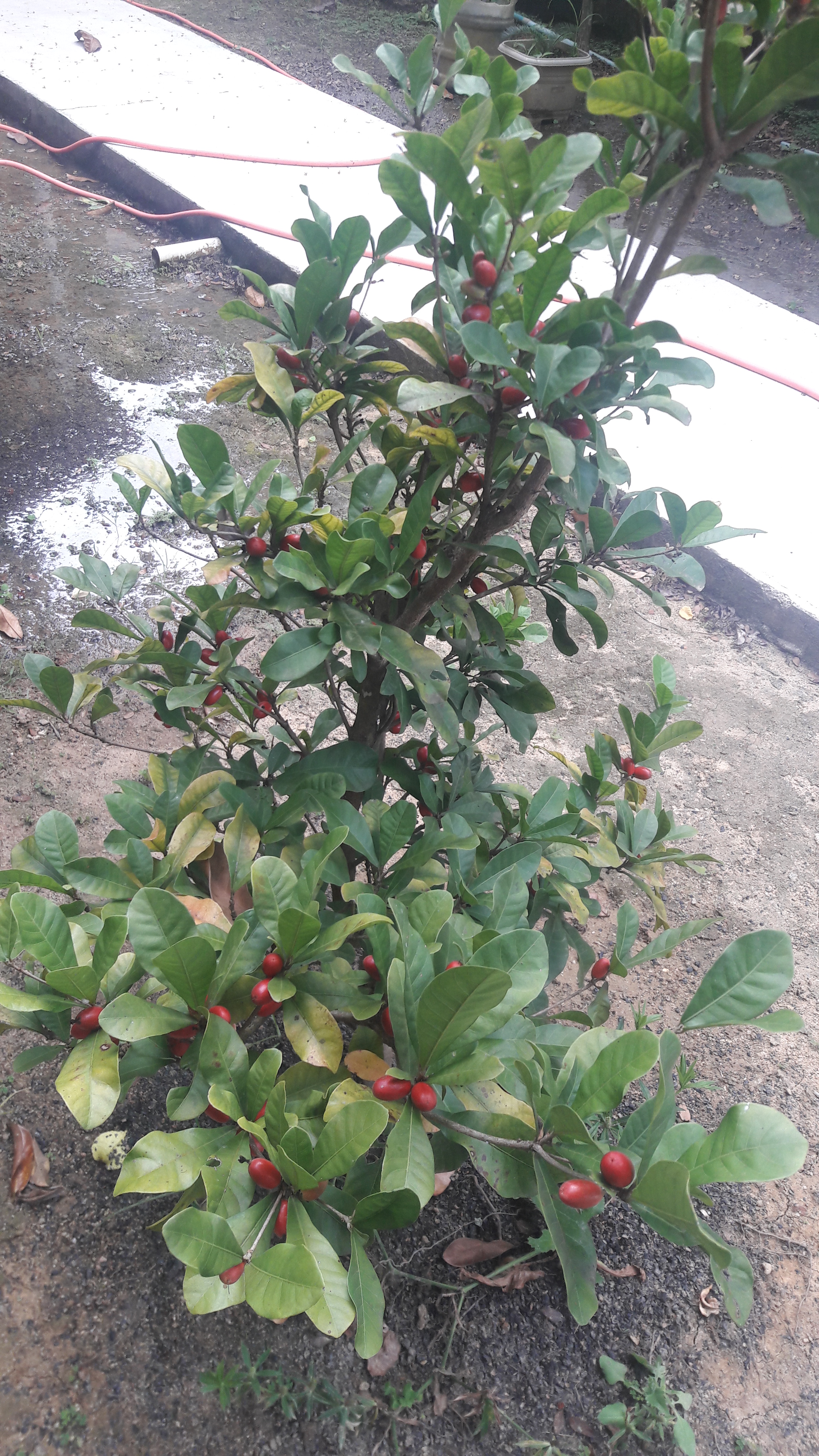
Pé de fruta do milagre com frutos.